# Anne-Sophie Mutter – Hommage à Penderecki
Anne-Sophie Mutter – Hommage à Penderecki albo Hommage à Penderecki – dwupłytowy album wydany 10 sierpnia 2018 przez Deutsche Grammophon, prezentujący kompozycje Krzysztofa Pendereckiego w wykonaniu wieloletniej przyjaciółki kompozytora, niemieckiej skrzypaczki Anne-Sophie Mutter. Płyta to osobisty hołd skrzypaczki dla Pendereckiego z okazji jego 85. urodzin. Zawiera premierowe nagranie II Sonaty na skrzypce i fortepian, w którym artystce towarzyszy amerykański pianista Lambert Orkis. Na płycie nr 2 sam Penderecki występuje jako dyrygent Londyńskiej Orkiestry Symfonicznej. Dwie nominacje do Fryderyków 2019 w kategoriach: «Najlepszy Album Polski Za Granicą» oraz «Najwybitniejsze Nagranie Muzyki Polskiej».

## Lista utworów

### CD 1
- La Follia na skrzypce solo / La Follia for violin solo (2013)
  - 1. Andante
  - 2. Var. I Tempo I
  - 3. Var. II Allegro giocoso alla polacca
  - 4. Var. III Adagio, ma non troppo
  - 5. Var. IV Tempo I
  - 6. Var. V Allegro con brio
  - 7. Var. VI Tempo I
  - 8. Var. VII Allegretto
  - 9. Var. VIII Adagio tanquillo
  - 10. Var. IX Tempo I – più mosso – poco pesante – Tempo I
- 11. Duo concertante na skrzypce i kontrabas / Duo Concertante for violin and double-bass (2010) (+ Roman Patkoló)
- II Sonata na skrzypce i fortepian / Sonata No. 2 for violin and piano (1999) (+ Lambert Orkis)
  - 12. 1. Larghetto
  - 13. 2. Allegretto scherzando
  - 14. 3. Notturno – Adagio
  - 15. 4. Allegro
  - 16. 5. Andante

### CD 2
- II Koncert skrzypcowy Metamorfozy / Metamorphosen, Violin Concerto No. 2 (1992-95) (+ London Symphony Orchestra i Krzysztof Penderecki)
  - 1. Allegro ma non troppo
  - 2. Allegretto
  - 3. Molto
  - 4. Vivace
  - 5. Scherzando
  - 6. Andante con moto

## Wykonawcy
- Anne-Sophie Mutter – skrzypce
- Roman Patkoló – kontrabas
- Lambert Orkis – fortepian
- London Symphony Orchestra – orkiestra
- Krzysztof Penderecki – dyrygent